# Kowańcz
Kowańcz (deutsch Kowanz) ist ein Dorf in der Woiwodschaft Westpommern in Polen. Es gehört zur Gmina Karlino (Gemeinde Körlin)  im Powiat Białogardzki (Belgarder Kreis).

## Geographische Lage
Das Dorf liegt in Hinterpommern, etwa 110 Kilometer nordöstlich von Stettin, etwa 25 Kilometer südöstlich von Kolberg und etwa 2 Kilometer westlich von Körlin.

## Geschichte
Das Dorf wurde im Mittelalter im Herzogtum Pommern in der Form eines Angerdorfes angelegt; der Dorfanger hatte eine etwa dreieckige Form, die noch heute im Ortsbild erkennbar ist. Der überlieferte Flurname „Alte Dorfstelle“ könnte sich auf eine slawische Vorgängersiedlung beziehen. Erstmals erwähnt wurde das Dorf in einer Urkunde aus dem Jahre 1434 unter dem Ortsnamen „Kuwantze“. Das Dorf war im Besitz des Landesherren und blieb jahrhundertelang ein reines Bauerndorf. Auf der Großen Lubinschen Karte des Herzogtums Pommern von 1618 ist der Ort als „Kawantz“ eingetragen.
In Ludwig Wilhelm Brüggemanns Ausführlicher Beschreibung des gegenwärtigen Zustandes des Königlich-Preußischen Herzogtums Vor- und Hinterpommern (1784) ist Kowanz als eines der vier Dörfer des Amtes Körlin aufgeführt. Kowanz lag damals „auf der Poststraße von Colberg nach Cörlin“. Damals gab es in Kowanz einen Freischulzen, neunzehn Bauernstellen, sechs Kossäten, zwei Büdner (darunter der Schulmeister) und einen Krug, insgesamt dreißig Haushaltungen („Feuerstellen“).
Im 19. Jahrhundert wurde in Kowanz die Separation durchgeführt. Zur Ablösung von Rechten des Amtes Körlin, das 1810 in Privatbesitz verkauft worden war, erhielt der Besitzer des Amtes eine Fläche westlich des Dorfes Kowanz, auf der er eine Schäferei errichtete. Aus dieser entwickelte sich der Wohnplatz Neu Kowanz.
Der zwischen Kowanz und Körlin gelegene Wohnplatz Ritterberg, der ebenfalls zum Amt Körlin gehört hatte, wurde ab 1861 zur Gemeinde Kowanz gerechnet. Als aber 1928 der Gutsbezirk Amt Körlin in die Stadt Körlin eingemeindet wurde, beanspruchte die Stadt Körlin auch den Wohnplatz Ritterberg als Teil des Stadtgebietes. Es kam zu einem Rechtsstreit, der bis 1945 nicht beendet wurde.
Die Gemeinde Kowanz lag bis 1872 im Kreis Fürstenthum und kam mit dessen Aufteilung zum Kreis Kolberg-Körlin. Vor 1945 wurden neben Kowanz die Wohnplätze Neu Kowanz und Ritterberg geführt.
Gegen Ende des Zweiten Weltkriegs wurde Kowanz am 4. März 1945 durch die Rote Armee eingenommen. Die Rotarmisten erschossen einige Dorfbewohner, darunter den Lehrer, und verschleppten einige Dorfbewohner. Durch die Beschlagnahme von Vieh und Getreide kam es zu einer Hungersnot mit Toten. Nachdem im Herbst 1945 Kowanz durch die Sowjetmacht an polnische Behörden übergeben wurde, flohen die verbliebenen Dorfbewohner. Das Dorf wurde durch polnische Zuwanderer besiedelt. Der Ortsname wurde zu „Kowańcz“ polonisiert. Heute gehört der Ort zur Gmina Karlino (Gemeinde Körlin), in der er ein eigenes Schulzenamt bildet.

## Entwicklung der Einwohnerzahlen
- 1816: 290 Einwohner[5]
- 1855: 496 Einwohner[5]
- 1885: 400 Einwohner[5]
- 1905: 435 Einwohner[5]
- 1919: 438 Einwohner[5]
- 1925: 472 Einwohner[5]
- 1933: 424 Einwohner[5]
- 1939: 402 Einwohner[5]

## Söhne und Töchter des Ortes
- Kurt Anclam (* 1918), ehemaliger deutscher Politiker (LDPD), Mitglied des Staatsrates der DDR